# Гюлёвца
Гюлёвца (болг. Гюльовца) — село в Болгарии. Находится в Бургасской области, входит в общину Несебыр. Население составляет 1144 человек.

## Политическая ситуация
В местном кметстве Гюлёвца, в состав которого входит Гюлёвца, должность кмета (старосты) исполняет Михни Димов Колев (коалиция партий: Союз свободной демократии (ССД) и политический клуб «Фракия») по результатам выборов.
Кмет (мэр) общины Несебыр — Николай Кирилов Димитров (независимый) по результатам выборов.